# Heumen
Heumen (anhörenⓘ) ist eine Gemeinde der niederländischen Provinz Gelderland. 

## Ortsteile
Die Gemeinde umfasst folgende Dörfer (in Klammern die Einwohnerzahl im Jahr 2024):
- Malden (11.355), hier befindet sich die Gemeindeverwaltung
- Heumen (1.965)
- Overasselt (2.700)
- Nederasselt (815)

## Lage und Wirtschaft
Der Hauptort Malden grenzt unmittelbar an Nijmegen und kann als Vorort am Südrand  dieser Stadt betrachtet werden; die meisten Einwohner Maldens pendeln zur Arbeit in Nijmegen. Die Landstraße nach Venlo verläuft quer durch das Dorf. Die anderen Orte, jenseits der Autobahn A73 Nimwegen–Venlo, die eine Ausfahrt nach Malden hat, liegen mehr nach Westen und sind Bauerndörfer in der Nähe der Maas. Von Bedeutung ist auch der Tourismus.

## Politik

### Sitzverteilung im Gemeinderat
Der Gemeinderat wird seit 1982 folgendermaßen gebildet:
| Partei                       | Sitze | Sitze | Sitze | Sitze | Sitze | Sitze | Sitze | Sitze | Sitze | Sitze | Sitze |
| Partei                       | 1982  | 1986  | 1990  | 1994  | 1998  | 2002  | 2006  | 2010  | 2014  | 2018  | 2022  |
| ---------------------------- | ----- | ----- | ----- | ----- | ----- | ----- | ----- | ----- | ----- | ----- | ----- |
| Democraten Gemeente Heumen a | –     | –     | –     | 3     | 4     | 4     | 2     | 4     | 7     | 5     | 6     |
| GroenLinks                   | –     | –     | 1     | 1     | 5     | 5     | 7     | 5     | 5     | 3     | 2     |
| PvdA                         | 3     | 4     | 2     | 2     | 5     | 5     | 7     | 5     | 5     | 1     | 2     |
| PPR                          | 3     | 4     | –     | –     | –     | –     | –     | –     | –     | –     | –     |
| VVD                          | 2     | 2     | 2     | 2     | 3     | 3     | 3     | 3     | 2     | 3     | 2     |
| CDA                          | 6     | 5     | 6     | 4     | 4     | 4     | 3     | 3     | 3     | 3     | 2     |
| D66                          | 0     | –     | –     | 1     | –     | –     | –     | –     | –     | 2     | 2     |
| De Kiezersclub               | –     | –     | –     | –     | –     | –     | –     | –     | –     | –     | 1     |
| Samen Verder a b             | –     | –     | –     | –     | –     | 1     | 2     | 2     | –     | –     | –     |
| Senioren2000                 | –     | –     | –     | –     | 1     | –     | –     | –     | –     | –     | –     |
| Dorpsbelang                  | –     | 1     | 2     | 2     | –     | –     | –     | –     | –     | –     | –     |
| Middengroepering             | 4     | 3     | 2     | –     | –     | –     | –     | –     | –     | –     | –     |
| Gesamt                       | 15    | 15    | 15    | 15    | 17    | 17    | 17    | 17    | 17    | 17    | 17    |

Anmerkungen

### Bürgermeister
Seit dem 13. Januar 2022 ist Joerie Minses (parteilos) als Bürgermeister von Heumen im Amt. Zu seinem Kollegium zählen die Beigeordneten Frank Eetgerink (D66), Leo Bosland (GroenLinks), René Waas (VVD), Maarten Schoenaker (CDA) sowie der Gemeindesekretär Dirk van Eeten.

## Sehenswürdigkeiten
In Heumens Ortskern befindet sich die Evangelische Kirche, die in ihren ältesten Teilen aus dem 12. Jahrhundert stammt. Bei Overasselt liegt das abwechslungsreiche Naturgebiet „Hatertse en Overasseltse Vennen“ sowie der Chor der spätgotischen St. Antoniuskirche. Südlich und östlich von Malden liegt ein ausgedehntes Waldgebiet. In Overasselt befinden sich ein Yachthafen, einige Campingplätze und Pensionen.

## Bilder

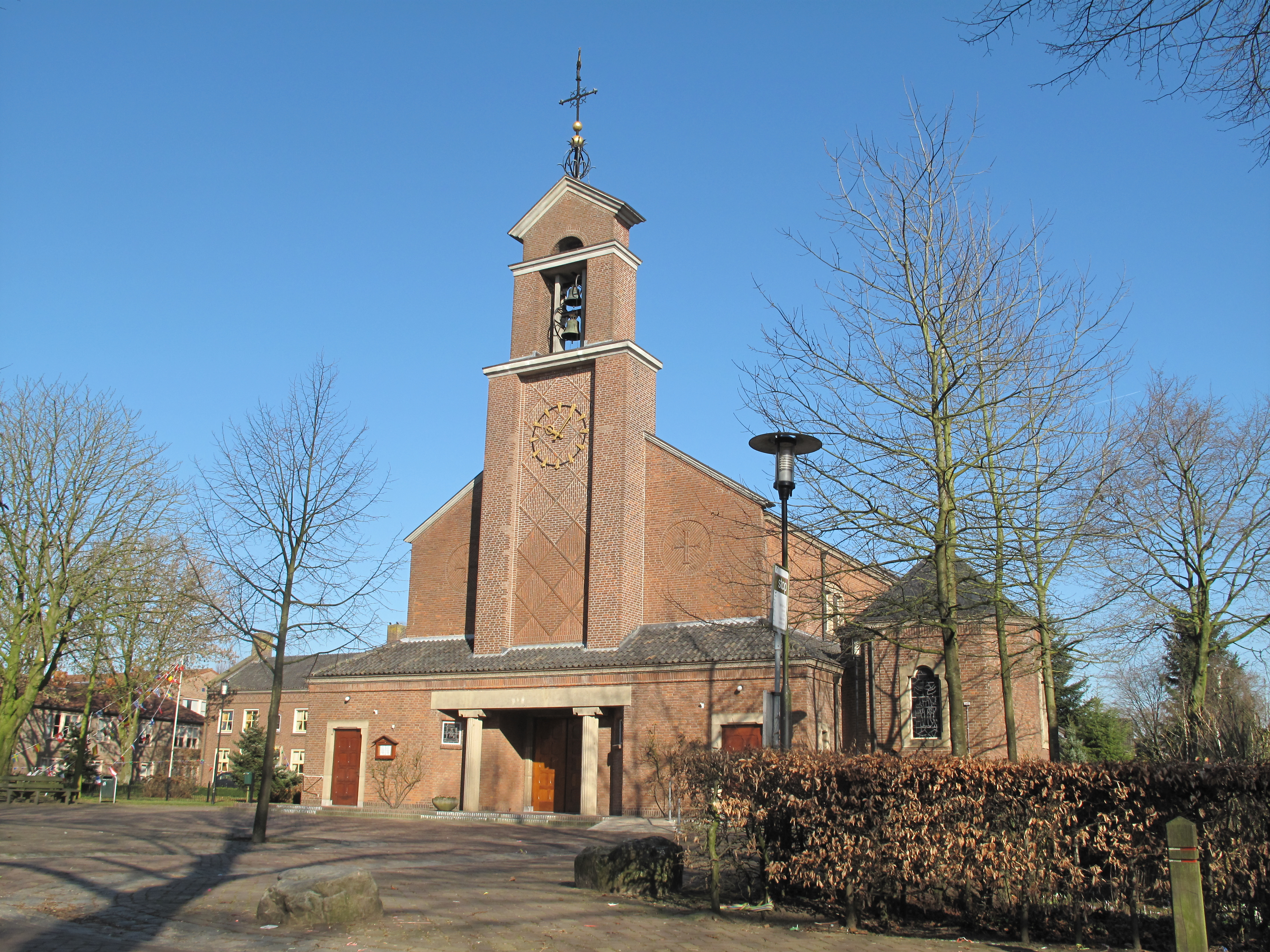
Heumen, die katholische Kirche
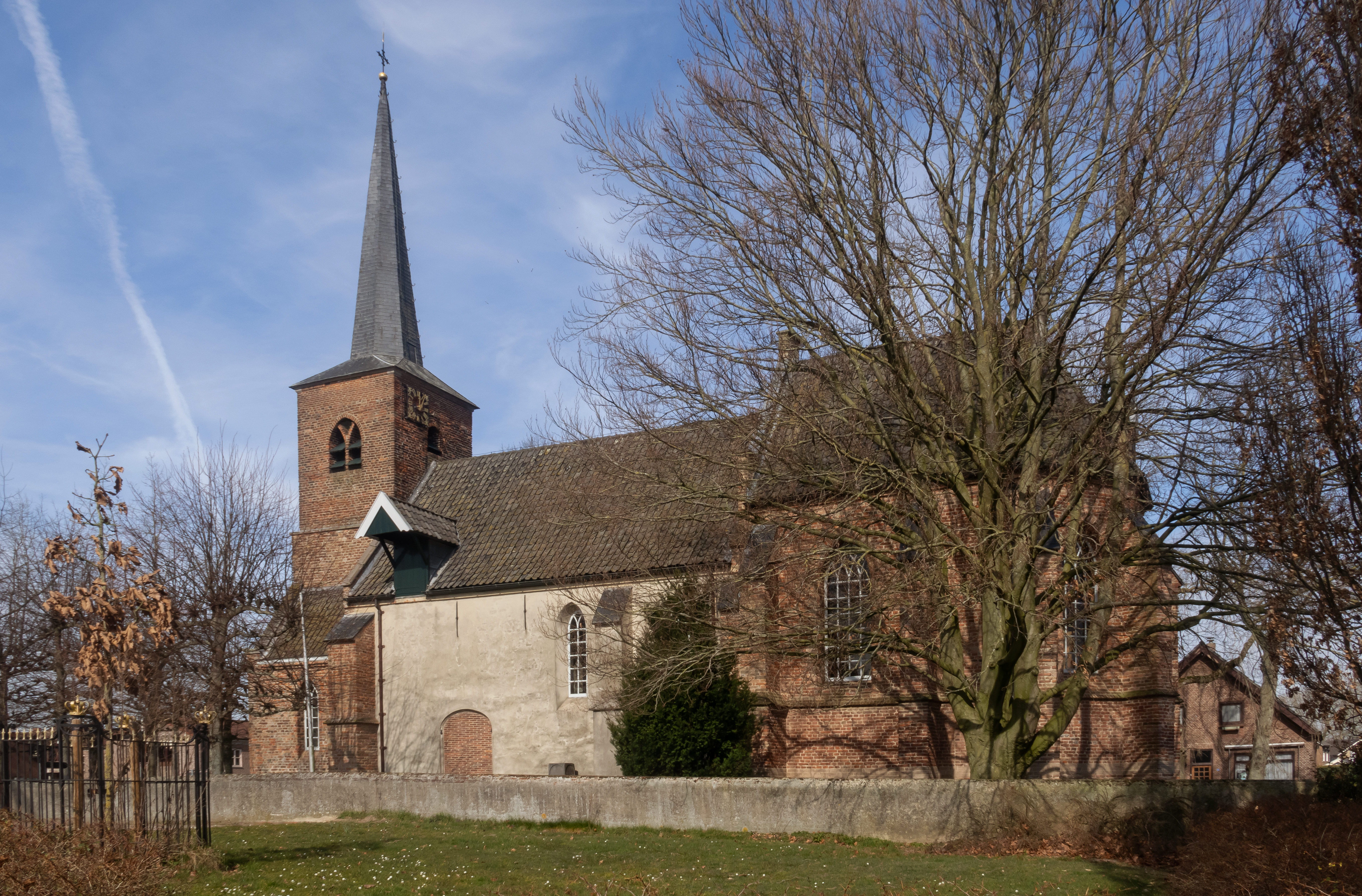
Heumen, die reformierte Kirche
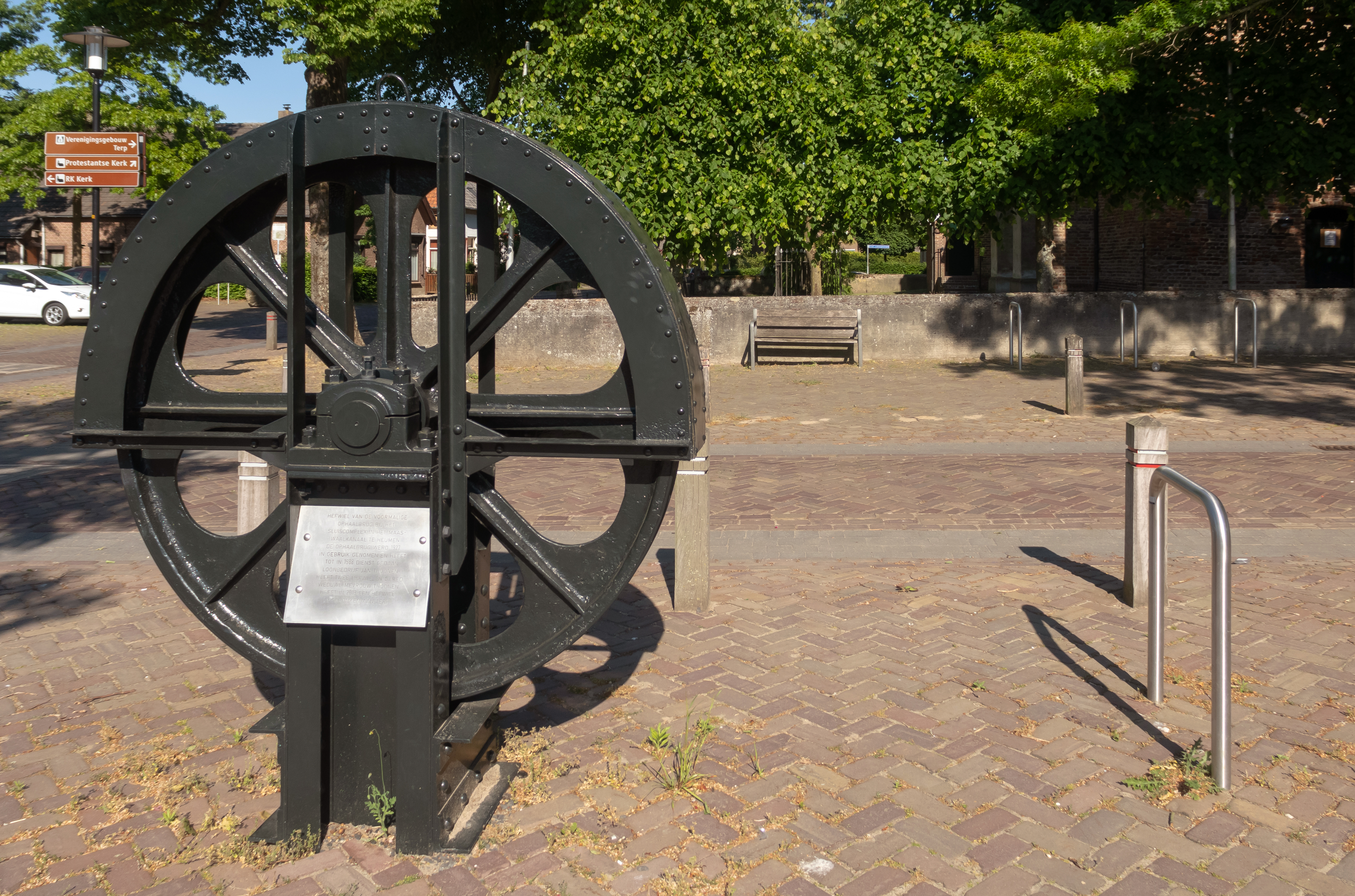
Heumen, Hubrad der ehemaligen Zugbrücke
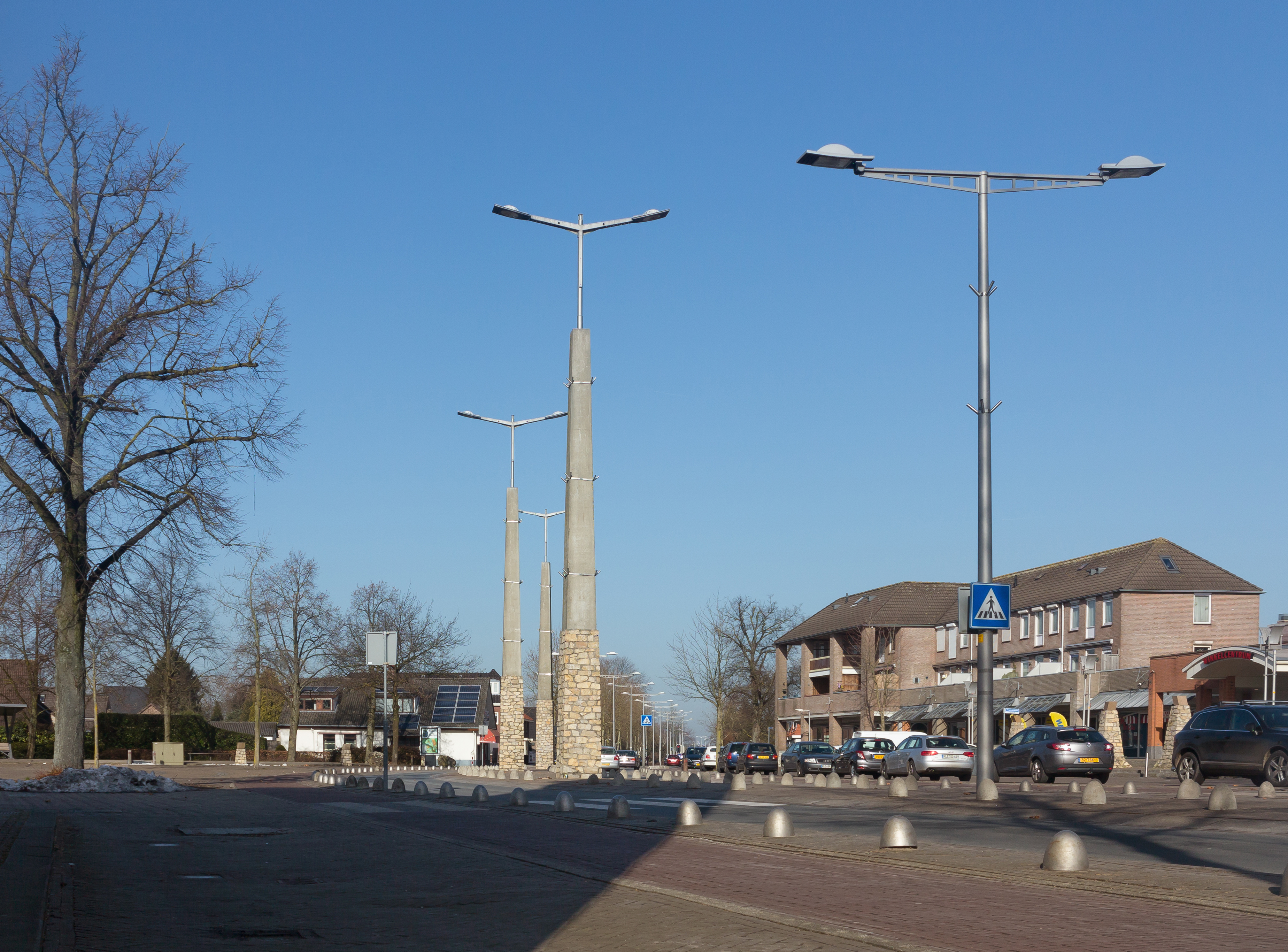
Malden, Strassebild: de Rijksweg
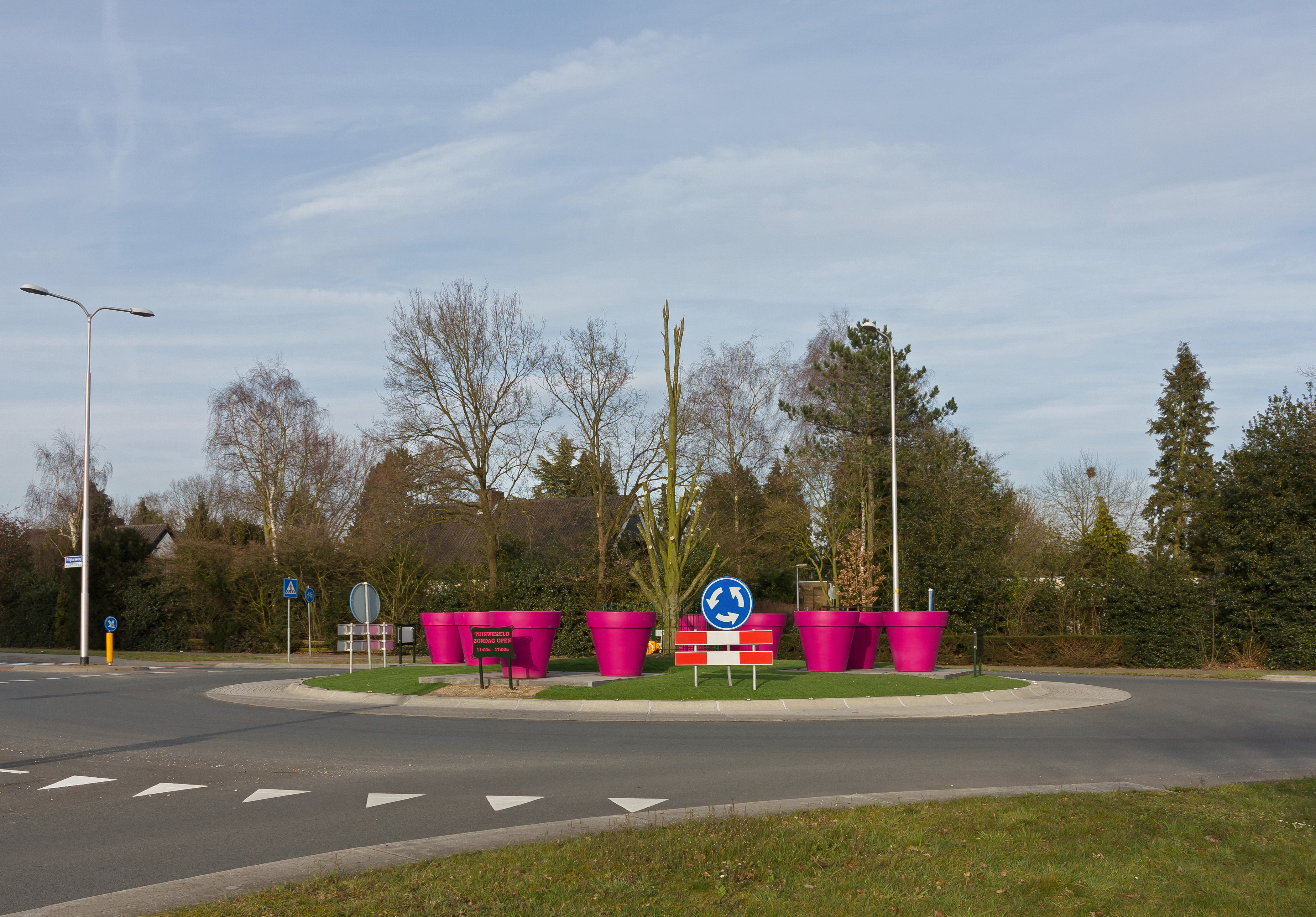
Malden, Kreisverkehr bei der Grootveldschelaan
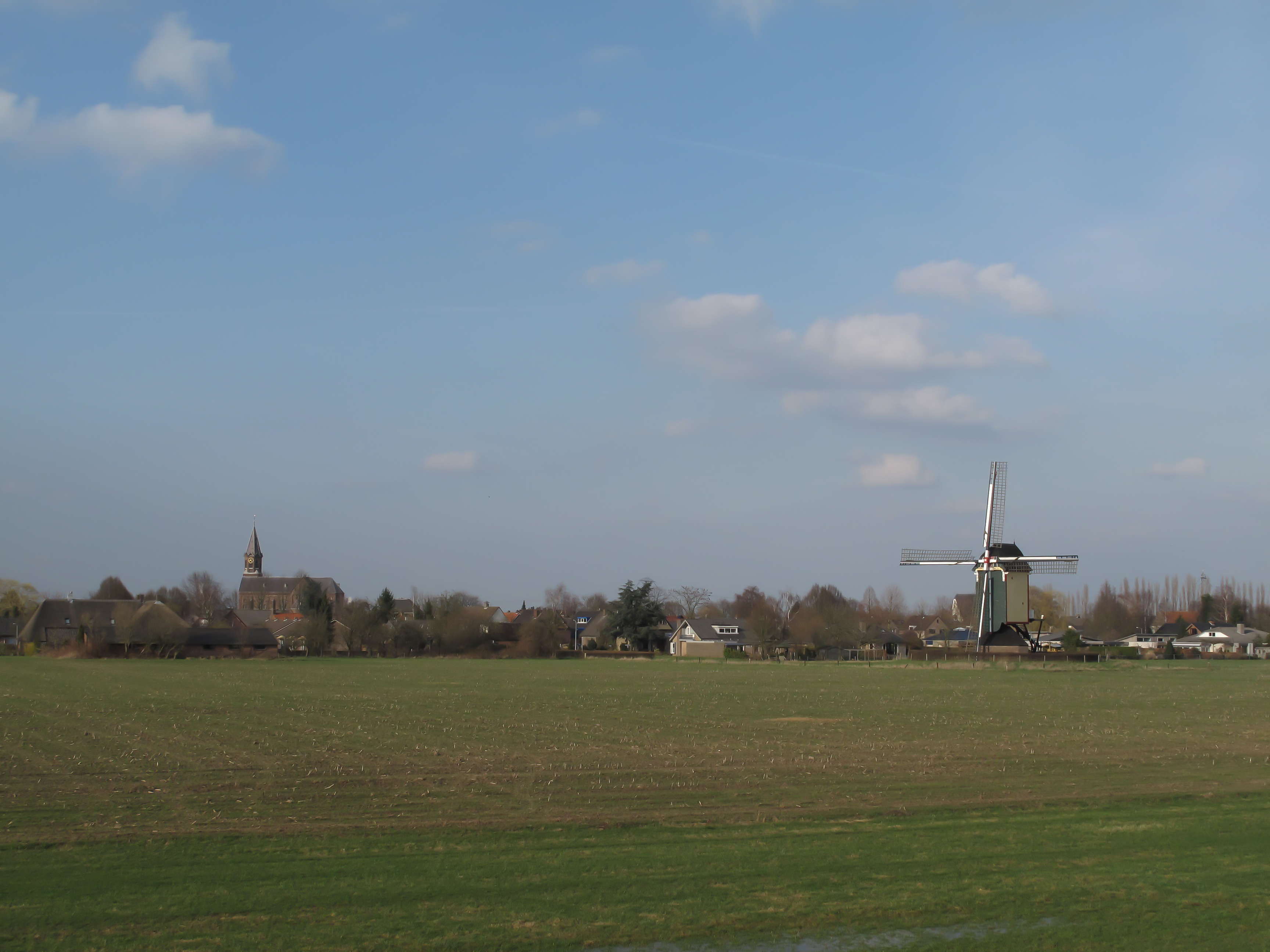
Overasselt, das Dorf
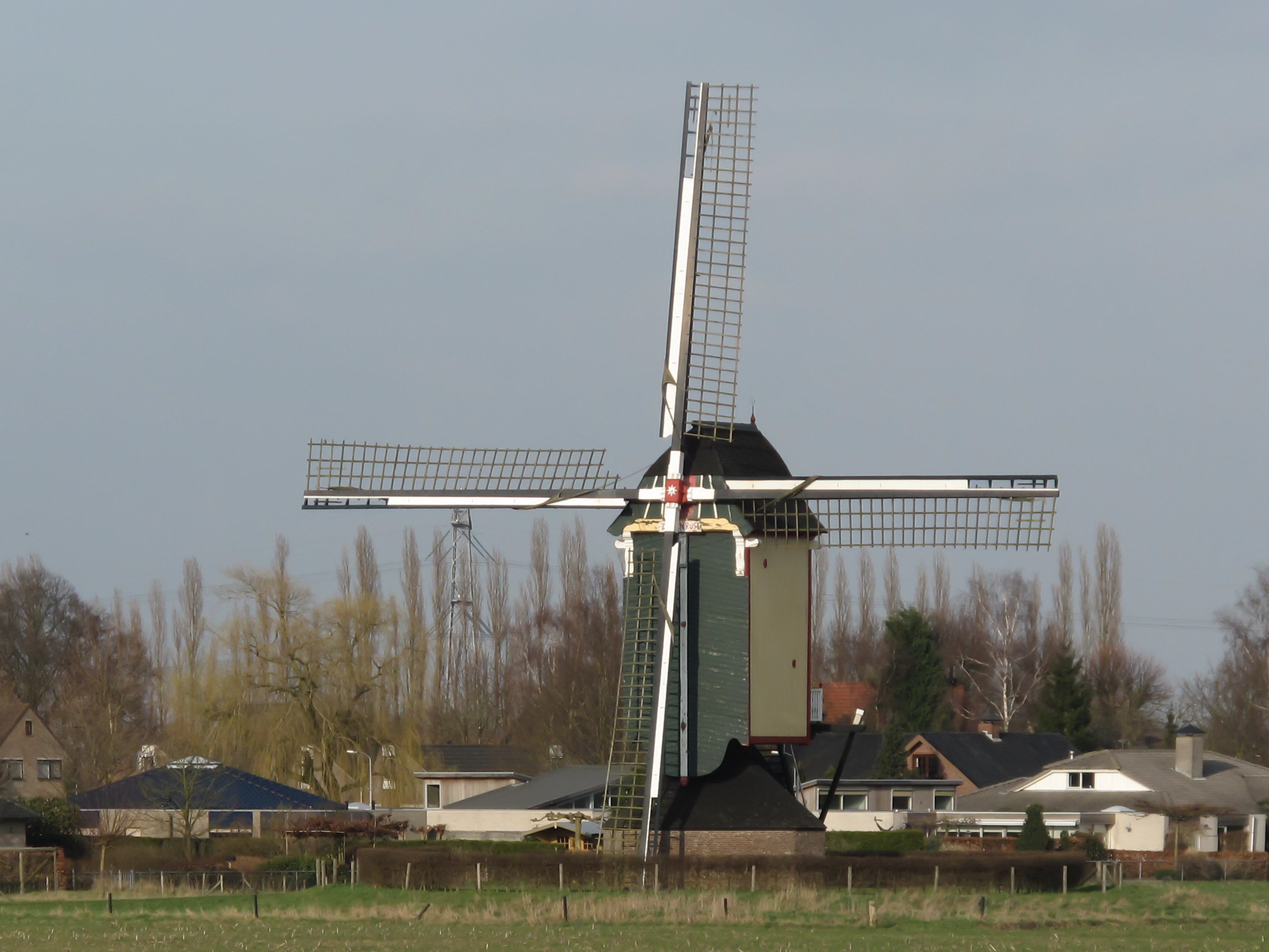
Overasselt, Mühle: molen Zeldenrust
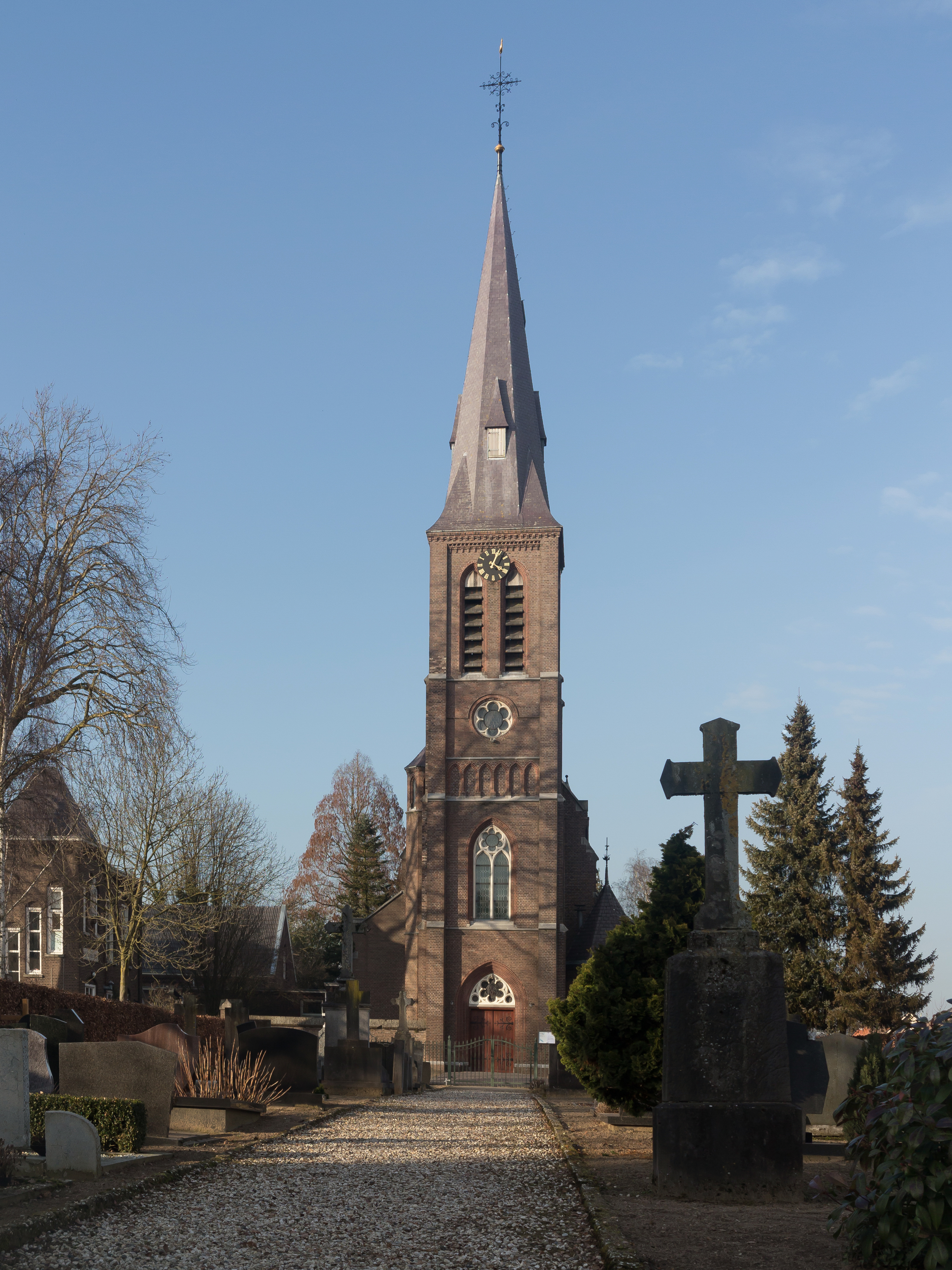
Nederasselt, die katholische Kirche